# Roger Steen
Roger Steen, född den 17 maj 1992, är en amerikansk friidrottare som tävlar i kulstötning.

## Karriär
Roger Steen tog silver i kulstötning vid inomhusvärldsmästerskapen i friidrott 2025.